# Újszárnyúak
Az újszárnyúak (Neoptera) a szárnyas rovarok (Pterygota) alosztályának egy ága. 
Csaknem minden szárnyas rovar ide tartozik, specifikusan azok, amelyek képesek szárnyukat összecsukni a potroh fölött (így takarékosan elhelyezni nyugalmi állapotban), indirekt szárnyizmaikkal pedig gyorsabb szárnycsapásokra képesek. A kimaradó csoportok a szárnyas rovarok alapibb helyzetű rendjei (a Palaeoptera gyűjtőnév alatt), melyek nem képesek a szárnyaikat összehajtani.

## Megjelenésük, felépítésük
Szárnyaiknak csak egy középere van, és az négy részre tagolt.

## Rendszerezés
Az ITIS az összes újszárnyú rendet ebbe az alosztályágba helyez, további részletezés nélkül; más osztályozások több öregrendet írnak le az alosztályágon belül. Egy hagyományos rendszerezés a jobb oldali doboz felosztásában látható. Szinte általánosan elfogadott taxonok a következők: az Exopterygota (=Polyneoptera+Paraneoptera) - tökéletlen átalakuláson átmenő újszárnyúak, melyeknél a szárnyak már az imágó állapot előtt megjelennek, és a bábállapot (pupa vagy chrysalis) hiányzik, továbbá az Endopterygota, a teljes átalakuláson átmenő újszárnyúak, melyeknél a szárnyak lárvaállapotban a testen belül fejlődnek, és csak a bábállapotban (pupa vagy chrysalis) válnak láthatóvá.
Újabban számosan próbálkoznak az újszárnyúak leszármazási kapcsolatainak további részletezésével. Bár ez még mindig kevésbé vitatott terület, mint a (nyilvánvalóan parafiletikus) Palaeoptera esetében, még számos tisztázatlan kérdés van. Például a hártyásszárnyúak, melyeket euszociális (államalkotó) viselkedésük miatt magasan fejlett rovaroknak tartanak, az Endopterygota csoportnál jóval inkább alapi helyzetűnek tűnnek, amint azt pleziomorf testfelépítésük és a molekuláris genetikai adatok is sugallják. A javasolt Dictyoptera öregrend pontos helyzete is bizonytalan, azaz hogy inkább az Exopterygota csoporthoz sorolódik vagy alapi helyzetű neopterának kell tekinteni.

### Egy javasolt rendszerezés
Exopterygota öregrend
- Caloneurodea †
- Titanoptera †
- Protorthoptera †
- Plecoptera
- Embioptera
- Zoraptera
- Dermaptera
- Orthoptera

Dictyoptera javasolt öregrend
- Phasmatodea (ide sorolása bizonytalan)
- Grylloblattodea (ide sorolása bizonytalan)
- Mantophasmatodea (ide sorolása bizonytalan)
- Blattaria
- Isoptera
- Mantodea

Paraneoptera javasolt öregrend
- Psocoptera
- Thysanoptera
- Phthiraptera
- Hemiptera

Endopterygota öregrend
- Hymenoptera
- Coleoptera
- Strepsiptera
- Raphidioptera
- Megaloptera
- Neuroptera

Mecopteroidea/Antliophora javasolt öregrend
- Mecoptera
- Siphonaptera
- Diptera
- Protodiptera †

Amphiesmenoptera javasolt öregrend
- Trichoptera
- Lepidoptera

Incertae sedis
- Glosselytrodea †
- Miomoptera †

### Jelenlegi rendszerezés fosszilis taxonokkal együtt
Megjegyzés: Polyneoptera+Paraneoptera=Exopterygota
- Exopterygota öregrend
  - Grylloblattodea
  - Mantophasmatodea
  - Plecoptera (álkérészek)
  - Embioptera (szövőlábúak)
  - Zoraptera (pillásszárnyú tetvek)
  - Dermaptera (fülbemászók)
  - Orthoptera (egyenesszárnyúak)
  - Phasmatodea (botsáskák)
  - Blattaria (csótányok)
  - Isoptera (termeszek)
  - Mantodea (fogólábúak)
  - Psocoptera (fürgetetvek)
  - Thysanoptera (rojtosszárnyúak)
  - Phthiraptera (tetvek)
  - Hemiptera (félfedelesszárnyúak)
- Endopterygota öregrend
  - Hymenoptera (hártyásszárnyúak)
  - Coleoptera (bogarak)
  - Strepsiptera (legyezőszárnyúak)
  - Raphidioptera (tevenyakú fátyolkák)
  - Megaloptera (nagyszárnyú fátyolkák)
  - Neuroptera (recésszárnyú fátyolkák)
  - Mecoptera (csőrösrovarok)
  - Siphonaptera (bolhák)
  - Diptera (kétszárnyúak)
  - Trichoptera (tegzesek)
  - Lepidoptera (lepkék)